# متروی تورنتو
|                     |                     |  |  |  | دان میلز               |                |
|                     |                     |  |  |  | لزلی                   |                |
| وان متروپولیتن سنتر | وان متروپولیتن سنتر |  |  |  | بساریون                | بساریون        |
| بزرگراه ۴۰۷         | بزرگراه ۴۰۷         |  |  |  | بِـی‌ویو                 | بِـی‌ویو         |
| پایونیر ویلج        | پایونیر ویلج        |  |  |  | فینچ                   | فینچ           |
| دانشگاه یورک        | دانشگاه یورک        |  |  |  | نورث یورک سنتر         | نورث یورک سنتر |
| فینچ وست            | فینچ وست            |  |  |  | شپرد–یانگ              | شپرد–یانگ      |
| داونزویو پارک       | داونزویو پارک       |  |  |  | یورک میلز              | یورک میلز      |
| شپرد وست            | شپرد وست            |  |  |  | لورنس                  | لورنس          |
| ویلسون              | ویلسون              |  |  |  | اِگلینتون               | اِگلینتون       |
| یورک دیل            | یورک دیل            |  |  |  | دیویسویل               | دیویسویل       |
| لورنس وست           | لورنس وست           |  |  |  | سن کلر                 | سن کلر         |
| گلنکرن              | گلنکرن              |  |  |  | سامرهیل                | سامرهیل        |
| اِگلینتون وست        | اِگلینتون وست        |  |  |  | رُزدیل                  | رُزدیل          |
| سن کلر وست          | سن کلر وست          |  |  |  | مک‌کاون                 | مک‌کاون         |
| دوپونت              | دوپونت              |  |  |  | اسکاربرو سنتر          | اسکاربرو سنتر  |
| کیپلینگ             | کیپلینگ             |  |  |  | میدلند                 | میدلند         |
| ایزلینگتون          | ایزلینگتون          |  |  |  | اِلسمیِـر                | اِلسمیِـر        |
| رویال یورک          | رویال یورک          |  |  |  | لورنس ایست             | لورنس ایست     |
| اولد میل            | اولد میل            |  |  |  | کِـنِـدی                 | کِـنِـدی         |
| جِـین                | جِـین                |  |  |  | واردن                  | واردن          |
| رانی‌مید             | رانی‌مید             |  |  |  | ویکتوریا پارک          | ویکتوریا پارک  |
| های پارک            | های پارک            |  |  |  | مِـین استریت            | مِـین استریت    |
| کیل                 | کیل                 |  |  |  | وودباین                | وودباین        |
| داندَس وست           | داندَس وست           |  |  |  | کاکس‌وِل                 | کاکس‌وِل         |
| لَنزداون             | لَنزداون             |  |  |  | گرین‌وود                | گرین‌وود        |
| دافرین              | دافرین              |  |  |  | دان‌لَندز                | دان‌لَندز        |
| آسینگتون            | آسینگتون            |  |  |  | پـِیپ                   | پـِیپ           |
| کریستی              | کریستی              |  |  |  | چستر                   | چستر           |
| بَـثرست              | بَـثرست              |  |  |  | برادویو                | برادویو        |
| اسپاداینا           | اسپاداینا           |  |  |  | کَـسِـل فرانک            | کَـسِـل فرانک    |
| سن جرج              | سن جرج              |  |  |  | شربورن                 | شربورن         |
| بـِی                 | بـِی                 |  |  |  | بلور–یانگ              | بلور–یانگ      |
| میوزیم              | میوزیم              |  |  |  | وِلزلی                  | وِلزلی          |
| کوئینز پارک         | کوئینز پارک         |  |  |  | کالج                   | کالج           |
| سن پاتریک           | سن پاتریک           |  |  |  | داندَس                  | داندَس          |
| آزگود               | آزگود               |  |  |  | کوئین                  | کوئین          |
| سن آندرو            | سن آندرو            |  |  |  | کینگ                   | کینگ           |
|                     |                     |  |  |  | یونیون (ایستگاه مرکزی) |                |
|                     |                     |  |  |  |                        |                |
|                     |                     |  |  |  |                        |                |

| خط یک یانگ–یونیورسیتی | خط یک یانگ–یونیورسیتی |  |  |  | خط ۲ بلور–دانفورث | خط ۲ بلور–دانفورث |
| خط ۳ اسکاربرو         | خط ۳ اسکاربرو         |  |  |  | خط ۴ شپرد         | خط ۴ شپرد         |
|                       |                       |  |  |  |                   |                   |

متروی تورنتو (انگلیسی: Toronto subway) شبکه قطار شهری زیرزمینی در شهر تورنتو، کانادا است.
این مترو که در تاریخ ۳۰ مارس ۱۹۵۴ تأسیس شده، دارای ۴ خط، ۷۵ ایستگاه و ۶۸٫۳ کیلومتر طول می‌باشد.

## مرور اجمالی
| خط                    | تاریخ افتتاح | ایستگاه | طول                      | تکنولوژی  | اندازه ریل                        | برق‌رسانی                      |
| --------------------- | ------------ | ------- | ------------------------ | --------- | --------------------------------- | ----------------------------- |
| خط یک یانگ–یونیورسیتی | ۱۹۵۴         | ۳۸      | ۳۸٫۴ کیلومتر (۲۳٫۹ مایل) | مترو      | اندازهٔ ریل تورنتو (۱٬۴۹۵ میلی‌متر) | ۶۰۰ ولت دی‌سی ریل سوم          |
| خط ۲ بلور–دانفورث     | ۱۹۶۶         | ۳۱      | ۲۶٫۲ کیلومتر (۱۶٫۳ مایل) | مترو      | اندازهٔ ریل تورنتو (۱٬۴۹۵ میلی‌متر) | ۶۰۰ ولت دی‌سی ریل سوم          |
| خط ۳ اسکاربرو         | ۱۹۸۵         | ۶       | ۶٫۴ کیلومتر (۴٫۰ مایل)   | متروی سبک | ریل استاندارد (۱٬۴۳۵ میلی‌متر)     | ۶۰۰ ولت دی‌سی موتور القایی خطی |
| خط ۴ شپرد             | ۲۰۰۲         | ۵       | ۵٫۵ کیلومتر (۳٫۴ مایل)   | مترو      | اندازهٔ ریل تورنتو (۱٬۴۹۵ میلی‌متر) | ۶۰۰ ولت دی‌سی ریل سوم          |
| در دستِ ساخت           |              |         |                          |           |                                   |                               |
| خط ۵ اگلینتون         | ۲۰۲۳         | ۳۲      | ۲۸٫۲ کیلومتر (۱۷٫۵ مایل) | متروی سبک | ریل استاندارد (۱٬۴۳۵ میلی‌متر)     | ۷۵۰ ولت دی‌سی خطوط برق هوایی   |
| خط ۶ فینچ وست         | ۲۰۲۳         | ۱۸      | ۱۱ کیلومتر (۶٫۸ مایل)    | متروی سبک | ریل استاندارد (۱٬۴۳۵ میلی‌متر)     | ۷۵۰ ولت دی‌سی خطوط برق هوایی   |
| خط انتاریو            | ۲۰۳۱         | ۱۵      | ۱۵٫۶ کیلومتر (۹٫۷ مایل)  | مترو سبک  | ریل استاندارد (۱٬۴۳۵ میلی‌متر)     | ۱۵۰۰ ولت دی‌سی خطوط برق هوایی  |

## تاریخچه
| تاریخ          | افتتاح |
| -------------- | --- |
| ۳۰ مارس ۱۹۵۴   | خط «متروی یانگ» از ایستگاه اِگلینتون به ایستگاه یونیون افتتاح شد. این خط دقیقاً زیر یا در کمی کنار خیابان یانگ حرکت می‌کند و بخشی از خط یک یانگ–یونیورسیتی امروزی است. |
| ۲۸ فوریه ۱۹۶۳  | خط «متروی یونیورسیتی» از ایستگاه یونیون به ایستگاه سن جرج افتتاح شد. این خط، امتداد «متروی یانگ» به سمت شمال در زیر خیابان یونیورسیتی بود.                          |
| ۲۵ فوریه ۱۹۶۶  | خط بلور–دانفورث از ایستگاه کیل به ایستگاه وودباین افتتاح شد. این خط دقیقاً زیر یا در کمی کنار خیابان بلور و خیابان دَنفورث حرکت می‌کند.                                |
| ۱۰ مه ۱۹۶۸     | خطوط الحاقی خط بلور–دَنفورث از سمت غرب به سوی ایستگاه ایزلینگتون و از شرق به سوی ایستگاه واردن افزوده شدند.                                                          |
| ۳۰ مارس ۱۹۷۳   | گسترش «متروی یانگ» از اِگلینتون به ایستگاه یورک میلز. |
| ۲۹ مارس ۱۹۷۴   | امتداد بیشتر «متروی یانگ» از یورک میلز به ایستگاه فینچ. |
| ۲۸ ژانویه ۱۹۷۸ | «متروی اسپاداینا» که ادامهٔ خط «متروی یونیورسیتی» بود از سن جرج به ایستگاه ویلسون افتتاح شد. این خط بعدها به «متروی یانگ-یونیورسیتی-اسپاداینا» تغییر نام داد.        |
| ۲۱ نوامبر ۱۹۸۰ | خطوط الحاقی خط بلور–دَنفورث از سمت غرب به سوی ایستگاه کیپلینگ و از شرق به سوی ایستگاه کِـندی افزوده شدند.                                                             |
| ۲۲ مارس ۱۹۸۵   | خط ۳ اسکاربرو از کِـندی به ایستگاه مک‌کاون افتتاح شد. |
| ۱۸ ژوئن ۱۹۸۷   | ایستگاه نورث یورک سنتر در «متروی یانگ» افتتاح شد. این ایستگاه جدید، بین دو ایستگاه موجود یعنی ایستگاه شپرد–یانگ (با نامِ قبلی شپرد) و فینچ ساخته شد.                 |
| ۳۱ مارس ۱۹۹۶   | گسترش «مترو اسپاداینا» از ویلسون به ایستگاه شپرد وست (نام پیشین: دانزویو).                                                                                          |
| ۲۲ نوامبر ۲۰۰۲ | خط ۴ شپرد از شپرد–یانگ به ایستگاه دان میلز افتتاح شد. این خط زیر خیابان شپرد حرکت می‌کند.                                                                            |
| ۱۷ دسامبر ۲۰۱۷ | خط الحاقی یورک-اسپاداینا (TYSSE)، از شپرد وست به ایستگاه وان متروپولیتن سنتر افتتاح شد.                                                                             |

## انواع وسایل نقلیهٔ به‌کار رفته
جدول زیر نوع وسیلهٔ نقلیه را در هر خط مترو نشان می‌دهد:
| خط                 | نوع ترن                      | تعداد | تعداد واگن در هر قطار | ظرفیت کلی مسافر در هر قطار |
| ------------------ | ---------------------------- | ----- | --------------------- | -------------------------- |
| خط یانگ–یونیورسیتی | تورنتو راکت                  | ۴۵۶   | ۶                     | ۱۰۸۰                       |
| خط بلور–دانفورث    | ترن‌های سری تی ۱              | ۳۷۰   | ۶                     | ۱۰۰۰                       |
| خط اسکاربرو        | ترن‌های سری اس                | ۲۸    | ۴                     | ۲۲۰                        |
| خط شپرد            | تورنتو راکت                  | ۲۴    | ۴                     | ۷۲۰                        |
| در دستِ ساخت        |                              |       |                       |                            |
| خط اِگلینتون        | ترن‌های فلیکسیتی فریدام       | ۷۶    | ۲                     | ۱۶۳–۴۹۰                    |
| خط فینچ وست        | ترن‌های آلستوم سیتادیس اسپریت | ۱۷    | ۱                     | ۳۳۶                        |

1. ↑  ۴۵۶ ترن ۶ واگنه سفارش داده شده که ۴۴۴ دستگاه تا ژانویه ۲۰۱۷ تحویل داده شده‌است.
2. ↑  ۲۴ ترن ۴ واگنه سفارش داده شده که ۱۶ دستگاه تا ژانویه ۲۰۱۷ تحویل داده شده‌است.
3. ↑  ظرفیت قطار ۴ واگنه متناسب با ظرفیت قطار واگنه است.

## بسامد سرویس‌رسانی
| خط                    | بسامد در ساعات معمولی      | بسامد در ساعات اوج شلوغی و ترافیک |
| --------------------- | -------------------------- | --------------------------------- |
| خط یک یانگ–یونیورسیتی | ۳ دقیقه ۴۰ ثانیه – ۶ دقیقه | ۲ دقیقه ۵۰ ثانیه                  |
| خط ۲ بلور–دانفورث     | ۳ دقیقه ۴۵ ثانیه – ۶ دقیقه | ۳ دقیقه                           |
| خط ۳ اسکاربرو         | ۶ دقیقه ۴۵ ثانیه           | ۵ دقیقه                           |
| خط ۴ شپرد             | ۵ دقیقه ۳۰ ثانیه           | ۵ دقیقه ۳۰ ثانیه                  |